# Wildwasserrennsport-Europameisterschaften 1999
1999 fanden die 2. Europameisterschaften im Wildwasserrennsport im slowenischen Kobarid auf der Soca statt.

## Ergebnisse

### Nationenwertung
| Platz  | Land        | Gold | Silber | Bronze | Gesamt |
| ------ | ----------- | ---- | ------ | ------ | ------ |
| 1      | Deutschland | 2    | 4      | -      | 6      |
| 2      | Frankreich  | 2    | 1      | 3      | 6      |
| 3      | Slowakei    | 2    | -      | 1      | 3      |
| 4      | Italien     | 1    | 1      | 1      | 3      |
| 5      | Kroatien    | 1    | -      | -      | 1      |
| 6      | Slowenien   | -    | 2      | 1      | 3      |
| 7      | Tschechien  | -    | -      | 2      | 2      |
| Gesamt | Gesamt      | 8    | 8      | 8      | 24     |